# Umbelliferon
Umbelliferon, C9H6O3, är ett utbrett naturligt ämne av kumarinfamiljen.

## Egenskaper
Umbelliferon är ett gulaktigt till vitt, kristallint fast ämne, som har svag löslighet i varmt vatten, men hög löslighet i etanol. Det absorberar ultraviolett ljus kraftigt vid flera våglängder. 

## Förekomst
Umbelliferon förekommer i många umbellater (därav namnet) såsom morot, koriander och trädgårdsangelika, men också i tibast och belladonna m. fl. växter. Det är också en av komponenterna i asafoetida, den torkade latexen från jättefänkål (Ferula communis).

## Framställning

### Biosynstes
Umbelliferon är en fenylpropanoid och som sådan syntetiseras från L-fenylalanin, som i sin tur framställs via shikimatreaktion. Fenylalanin överförs till kanelsyra, följt av hydroxylering av cinnamat-4-hydroxylas för att ge 4-kumarinsyra. 4-kumarinsyra åter hydroxyleras av cinnamat / kumarat 2-hydroxylas till att ge 2,4-dihydroxi-kanelsyra (umbellisyra) följt av en bindningsrotation av den omättade bindningen i anslutning till karboxylsyragruppen. Slutligen gör en intramolekylär attack från hydroxylgruppen hos C2 att 'till karboxylsyragruppen stänger ringen och bildar laktonen umbelliferon.
  {\displaystyle {\xrightarrow {PAL}}}  {\displaystyle {\xrightarrow {C4H}}}  {\displaystyle {\xrightarrow {C2H}}}  {\displaystyle \longrightarrow } 

### Kemisk syntes
Umbelliferon traditionellt syntetiseras traditionellt med hjälp av Pechmannkondens från resorcinol och formylacetsyra (genereras från äppelsyra in situ).

En nyare syntes använder metylpropionat och en palladiumkatalysator.

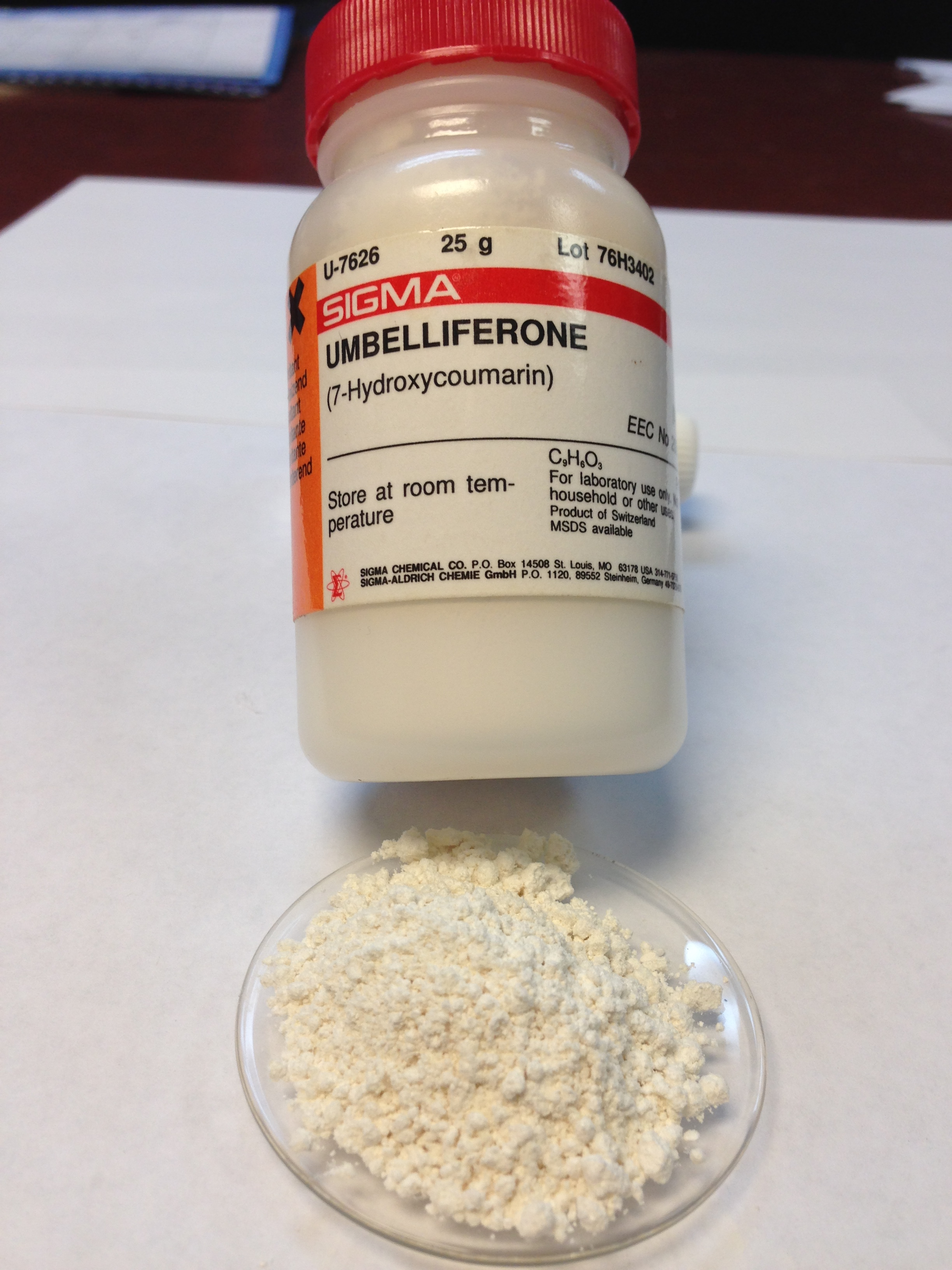
Unbelliferone, eller 7-hydroxikumarin, är ett gulaktigt vitt kristallint pulver som saknar lukt av kumarin, eller någon stark lukt.

## Användning
Den ultravioletta aktiviteten hos umbelliferon har lett till dess användning som ett solskyddsmedel, och ett optiskt vitmedel för textilier. Det har också använts som ett förstärkningsmedium för färgämneslasrar. Umbelliferon kan användas som en fluorescensindikator för metalljoner, såsom koppar och kalcium. Det fungerar som en pH-indikator i intervallet 6,5-8,9.

### Derivat av umbelliferon
Umbelliferon är moderförening för ett stort antal naturliga produkter. Herniarin (7- O -metylumbelliferon eller 7-metoxikumarin) förekommer i bladen av vattenhampa (Eupatorium ayapana) och rupturewort (Herniaria). O -Glycosylerat derivat såsom skimmin ( 7- O -β- D -glucopyranosylumbelliferone) förekommer naturligt och används för fluorimetrisk bestämning av glykosidhydrolasenzymer. Isoprenylerat derivat är också utbrett, såsom Marmin (som finns i grapefruktskal och i barken av baelträd) och furokumariner sådan som marmesin, angelicin, och psoralen.